# Budi (condado)

Mapa de Equatória Oriental - O Condado de Budi está ao centro-sul.

O Condado de Budi é uma área administrativa do estado de Equatória Oriental, Sudão do Sul. Sua sede é em Chukudum.